# 好きっちゃおおいた
『好きっちゃおおいた』（すきっちゃおおいた）は、大分県内のNHK総合テレビジョンで放送されているNHK大分放送局制作の地域生活情報番組である。

## キャスター
- 山本理加
- 二株麻依
- 中垣るる

## 放送時間
- 月曜 - 金曜 11:45 - 12:00

## 主なコーナー
- いただきます！大分の食
- 撮ッテおき！！
- わたしも一句

## 過去の出演者
- 安藤通恵
- 上尾菜穂子
- 稲澤由記
- 坂本麻子（現:TBSスパークル所属）
- 緒方直加